# Aeródromo de El Carmen de Siquirres
El aeródromo de El Carmen de Siquirres (OACI: MREC) es un aeródromo público costarricense en El Carmen de Siquirres del cantón de  Siquirres en la provincia de Limón. El aeródromo sirve al pueblo de El Carmen y a las plantaciones de banana de Del Monte que rodean la zona del aeródromo. El aeródromo está situado al este del pueblo en la carretera 806.
El VOR-DME de Limón (Ident: LIO) está localizado a 56 kilómetros al este-sureste del aeródromo.